# Louis Froc
Ne doit pas être confondu avec Jean-Baptiste-Louis Froc de la Boulaye.
Louis Marie Froc (en chinois : 劳积勋,, Lao Jixun, aussi connu sous le nom d'Aloysius Fros ou Aloys Froc ; 24 décembre 1859 à Brest - 13 octobre 1932 à Paris 15e,) est un explorateur et un missionnaire français. Il est connu pour son travail sur la prévision et le comportement des typhons, et surnommé le « père des typhons » ou le « prêtre des typhons »,, (en chinois : “台风神父”,) dans le monde maritime.

## Biographie
Fils d'une famille d'armateurs, de Louis Marie Froc, quartier, maître canonnier, et de Hortense Eugénie Keriou (ou Kernian?), Louis Froc est né à Recouvrance (Brest).
Élève au collège des Jésuites de Brest, il devient bachelier ès-sciences, puis élève de la Sorbonne et de l'Institut Catholique. Il a été professeur au Collège du Mans, examinateur au Collège de Janssen.
Il entre dans la Compagnie de Jésus en 1875, au noviciat d'Angers (il a 16-17 ans ).

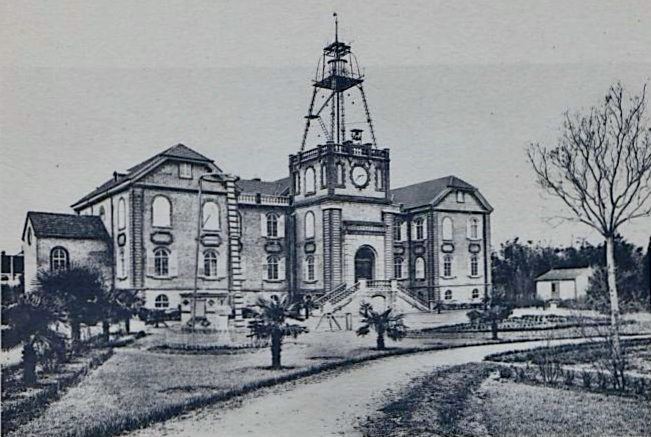
L'Observatoire de Zi-Ka-Wei près de Shanghaï : le bâtiment météorologique.

Le 24 octobre 1883, il est envoyé comme missionnaire en Chine avec Stanislas Chevalier, pour être l'adjoint du père Marc Dechevrens, directeur de l'observatoire météorologique de Zi-Ka-Wei , près de Shanghai, que les Jésuites avaient fondé en 1872 et commence alors à s'intéresser aux typhons. 
Revenu en France en 1887, il suit brillamment les cours de Branly. En 1892, il est ordonné prêtre.
Il revient à Zi-Ka-Wei en 1894 puis est nommé directeur de l'Observatoire de Zi-Ka-Wei en 1897 qui joue un rôle important pour la navigation d'Extrême-Orient et d'Indochine pour établir les prévisions des mouvements des typhons. Il y travailla pendant 25 ans, et en eut pris la direction, avec des mandats de 1896-1914 et 1919-1926. Il est élu à l'Académie pontificale des sciences.
Il est notamment connu pour avoir écrit la nouvelle réglementation sur les avertissements des typhons et la transmission d'informations sur les typhons. Il a été professeur au Collège de Hong Kerr (Shanghaï).

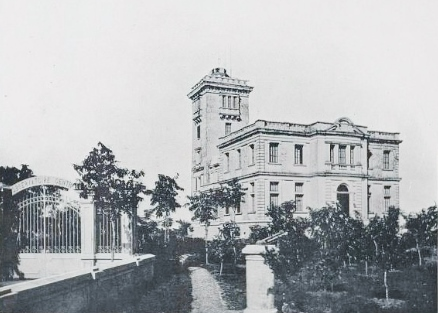
L'Observatoire Central de l'Indochine à Phu-Lien.

Il a également érigé avec le Consul général G. Kahn à Shanghaï une station T.S.F. française qui a assuré le service d'avertissements météorologiques aux navires dans un rayon de 800 milles par les sémaphores des côtes,. Ce poste de T.S.F. a annoncé les tempêtes et servi de lien entre la France et ses flottes alliées lors de la Première Guerre mondiale.
Il fonda aussi en 1901 l'Observatoire Central et Météorologique de l'Indochine à Phu-Lien, entre Hanoï et Haïphong, dont Georges Le Cadet devient le directeur en 1906. 
Au cours de l'été 1919, il a également assisté à la Conférence météorologique mondiale tenue à Stockholm.
Il retourna en France en 1931 où il meurt l'année d'après. Enterré le 14 octobre 1932, lendemain de sa mort. Un journal anglais de 1927 écrivait : « Pour tous les navigateurs des côtes de Chine, le nom du P. Froc est synonyme de tout bien (stands for all that is good). »

### Ouvrages sur Louis Froc
- H. Havret, « Les travaux géographiques des Jésuites en Chine » dans Annales de Géographie, 1899, vol.8, no 38, p. 172-175. Lire en ligne sur persee.fr
- « L'observatoire de Zi-Ka-Weï », Jacques Léotard, La Nature, no 1353, 29 avril 1899 Lire en ligne
- (en) God's adventurers, Marjorie Hessell Tiltman, London, G.G. Harrap & Co., 1933
- « Le père des typhons : le R.P. Louis Froc », Virgile Brandicourt, La Nature, no 2896, 1er janvier 1933 Lire en ligne
- A. Bonnichon, « Le P.R. Louis Froc » dans Le Courrier du Finistère, Brest, 26 février 1927
- Relations de Chine, 1928[5]
- Henri Gauthier, « Au service de tous et de chacun: Le Père Louis Froc (1859–1932) », Études, no 213, 1932, p.373–386
- H. Beylard, « Louis Froc » dans Dictionnaire de biographie française, 1979, t.14, p.1318
- H. Beylard, « Louis Froc (1859-1932) » dans Hommes et destins (Dictionnaire  biographique d'Outre-Mer), 1985, t. VI, p.146, Académie des Sciences d'Outre-Mer, Paris.
- (en) Agustín Udías, « Jesuit contribution to science 1814–2000 : a history » dans Jesuit Historiography Online, New York, Heidelberg, Springer, 2015, 277 p.  (ISBN 978-3-319-08365-0). Version papier :  (ISBN 978-3-319-08364-3)[13]
- (en) Agustín Udías, « Jesuits' Contribution to Meteorology » dans Bulletin of the American Meteorological Society, Vol. 77, n° 10, octobre 1996, p.2307-2315 [PDF] Lire en ligne

### Ouvrages de Louis Froc
- (en) « The typhoons of September 9th and 29th, 1897. 1898. » dans Annual report, avec Shanghai Meteorological Society, Zi-ka-wei, Catholic Mission Press, 5th-6th, 1896/97.
- (en) The 'Iltis' Typhoon July 22-25, 1896, Zi-Ka-Wei, Cath. Mission Pr., 1896.
- (en) Typhoon highways in the Far East, avec Xujiahui guan xiang tai, Zi-ka-wei, Catholic Mission Press, Tou-sè-wè Orphan Asylum; Shanghai, Kelly & Walsh, 1896.
- (en) The atmosphere in the Far East during the six cold months, its normal state, its perturbations. Hints to navigators dans Annual report de Shanghai Meteorological Society., no 7 , Zi-ka-wei, 1900.
- (en) The "De Witte" typhoon August 1-6, 1901, avec Xujiahui guan xiang tai, Zi-ka-wei, Catholic Mission Press, Tou-sè-wè Orphan Asylum; Shanghai, Kelly & Walsh, 1901.
- L'Atmosphère en Extrême-Orient : son état normal, ses perturbations ; avis aux navigateurs, dans Annales hydrographiques, 1901. Lire en ligne la 2e édition (1920)
- The typhoon of July 28th 1915 (the Chinhai typhoon) and its effects at Shanghai, avec Xujiahui guan xiang tai, Shanghai, T'ou-sè-wè Orphanage Press, 1915.
- (en) Lettre : Dear Sir, the air-service will be soon established in the Far-East..., Chang-hai, éditeur non identifié, 1920.
- (en) Atlas of the tracks of 620 typhoons, 1893-1918, avec Xujiahui guan xiang tai, Éd. de l'Orphelinat de Tòu-sè-wè, Zi-ka-wei, Chang-hai, 1920.
- La Pluie en Chine durant une période de onze années 1900-1910, première partie, les observations, Chang-Hai, Observatoire de Zi-ka-wei, 1912. En (en) : « Rainfall in China during a period of eleven years (review) », MM, Vol.48, 1913, p. 94[14].
- (en) Typhoon of August 5th to 23rd, 1924, avec Xujiahui guan xiang tai, Shanghai, T'usewei Press, 1925.

### Cartes
- Les cartes du temps de Zi-ka-wei et les moyennes mensuelles, avec l'Observatoire de Zi-ka-wei, Impr. T'ou-sè-wè, près Chang-hai [1912], Appendice au Bulletin météorologique de 1909.
- Code des signaux fait aux navigateurs par l'observatoire de Zi-Ka-Wei, Chang-hai, Observatoire de Zi-Ka-Wei, 1905.

## Hommages
- Chevalier de la Légion d'honneur : 2 février 1921[3]
- Officier de la Légion d'honneur : 12 janvier 1932[3],[10] reçue des mains mêmes du président Paul Doumer le 1er février 1932[5]
- France : Médaille Janssen[3]
- Allemagne : Médaille d'or de l'Institut Scientifique de Berlin[3]
- Japon : Officier du Trésor sacré[3] Médaille de Meiji Ruibao[Quoi ?][8]
- Chine : Cinquième classe Jiahe[Quoi ?], en 1923[8].
- Henry Academic Award[Quoi ?] par la Société géographique française[8].
- L'ancienne route du Comté de Hefei (zh) alors route de l'astronomie (route de Hefei où se trouve le stade chinois (zh)) fut rebaptisée à son nom en 1927[15],[12] (maintenant route Hefei[8]).
- Une tempête formée le 23 décembre 1902 à 60 km au sud-ouest de Lanai (Hawaï) est connue sous le nom de “cyclone Froc”, nommée d'après Louis Froc qui l'a découverte quand il était le directeur de l'Observatoire de Ziwakei (zh) à Shanghai[16],[17].